# UCI Oceania Tour 2023
El UCI Oceania Tour 2023 es la decimonovena edición del calendario ciclístico internacional de Oceanía. Se inicia el 11 de enero de 2023 en Nueva Zelanda, con la New Zealand Cycle Classic. En principio, se disputarían 3 competencias, otorgando puntos a los primeros clasificados de las etapas y a la clasificación final, aunque el calendario puede sufrir modificaciones a lo largo de la temporada con la inclusión de nuevas carreras o exclusión de otras.

## Equipos
Los equipos que pueden participar en las diferentes carreras depende de la categoría de las mismas. Los equipos UCI WorldTeam y UCI ProTeam, tienen cupo limitado para competir de acuerdo al año correspondiente establecido por la UCI, los equipos Equipos Continentales y selecciones nacionales no tienen restricciones de participación:
| Categoría      | Categoría                       | Equipos                                                                                    |
| -------------- | ------------------------------- | ------------------------------------------------------------------------------------------ |
| .1             | 1.1 (Carrera de un día)         | * UCI WorldTeam (max 50%) * UCI ProTeam * Continentales * Selecciones nacionales           |
| .1             | 2.1 (Carrera de varios días)    | * UCI WorldTeam (max 50%) * UCI ProTeam * Continentales * Selecciones nacionales           |
| .2             | 1.2 (Carrera de un día)         | * UCI ProTeam * Continentales * Selecciones nacionales * Selecciones regionales * Amateurs |
| .2             | 2.2 (Carrera de varios días)    | * UCI ProTeam * Continentales * Selecciones nacionales * Selecciones regionales * Amateurs |
| .Ncup (sub-23) | 1.Ncup (Carrera de un día)      | * Selecciones nacionales * Selecciones mixtas                                              |
| .Ncup (sub-23) | 2.Ncup (Carrera de varios días) | * Selecciones nacionales * Selecciones mixtas                                              |

## Calendario
Las siguientes son las carreras que componen el calendario UCI Oceania Tour para la temporada 2023 aprobado por la UCI.
| UCI Oceania Tour 2023 | UCI Oceania Tour 2023 | UCI Oceania Tour 2023     | UCI Oceania Tour 2023 | UCI Oceania Tour 2023 |
| Fecha                 | País                  | Carrera                   | Ganador               |                       |
| --------------------- | --------------------- | ------------------------- | --------------------- | --------------------- |
| 11 – 15 de enero      | Nueva Zelanda         | New Zealand Cycle Classic | James Oram            |                       |
| 21 de ene             | Nueva Zelanda         | Gravel and Tar            | Ben Oliver            |                       |

## Clasificaciones parciales
- Nota:  Las clasificaciones parciales hasta el momento son:[4]

### Individual
| Posición | Corredor     | Equipo | Puntos |
| -------- | ------------ | ------ | ------ |
| 1.º      | Bandera de ? |        |        |
| 2.º      | Bandera de ? |        |        |
| 3.º      | Bandera de ? |        |        |
| 4.º      | Bandera de ? |        |        |
| 5.º      | Bandera de ? |        |        |
| 6.º      | Bandera de ? |        |        |
| 7.º      | Bandera de ? |        |        |
| 8.º      | Bandera de ? |        |        |
| 9.º      | Bandera de ? |        |        |
| 10.º     | Bandera de ? |        |        |

| Posiciones 11.ª al 20.ª | Posiciones 11.ª al 20.ª | Posiciones 11.ª al 20.ª | Posiciones 11.ª al 20.ª |
| ----------------------- | ----------------------- | ----------------------- | ----------------------- |
| 11.º                    | Bandera de ?            |                         |                         |
| 12.º                    | Bandera de ?            |                         |                         |
| 13.º                    | Bandera de ?            |                         |                         |
| 14.º                    | Bandera de ?            |                         |                         |
| 15.º                    | Bandera de ?            |                         |                         |
| 16.º                    | Bandera de ?            |                         |                         |
| 17.º                    | Bandera de ?            |                         |                         |
| 18.º                    | Bandera de ?            |                         |                         |
| 19.º                    | Bandera de ?            |                         |                         |
| 20.º                    | Bandera de ?            |                         |                         |

### Equipos
| Posición | Equipo       | Puntos |
| -------- | ------------ | ------ |
| 1.º      | Bandera de ? |        |
| 2.º      | Bandera de ? |        |
| 3.º      | Bandera de ? |        |
| 4.º      | Bandera de ? |        |
| 5.º      | Bandera de ? |        |

### Países
| Posición | País         | Puntos |
| -------- | ------------ | ------ |
| 1.º      | Bandera de ? |        |
| 2.°      | Bandera de ? |        |
| 3.º      | Bandera de ? |        |
| 4.º      | Bandera de ? |        |
| 5.º      | Bandera de ? |        |

### Países sub-23
| Posición | País         | Puntos |
| -------- | ------------ | ------ |
| 1.º      |              |        |
| 2.º      | Bandera de ? |        |
| 3.º      | Bandera de ? |        |
| 4.º      | Bandera de ? |        |
| 5.º      | Bandera de ? |        |

## Evolución de las clasificaciones
| Fecha       | Clasificación individual | Clasificación por equipos | Clasificación por países | Clasificación por países sub-23 |
| ----------- | ------------------------ | ------------------------- | ------------------------ | ------------------------------- |
| 31 de enero |                          |                           |                          |                                 |